# مناظره‌های انتخابات ریاست‌جمهوری ایران (۱۳۹۲)
در ۳ خرداد ۱۳۹۲، کمیسون تبلیغات انتخاباتی برای انتخابات ریاست جمهوری ایران روش برگزاری مناظره‌های نامزدهای ریاست جمهوری را اعلام کرد. به همراه آن، برنامه‌های نامزدها برای حضور در رسانهٔ ملی ایران را نیز اعلام نمود
طی این اعلامیه، تعداد ۳ برنامه مناظره با حضور تمامی نامزدها به مدت ۲۱۰ دقیقه برگزار می‌شد. همچنین هر نامزد ۱۱ ساعت (با احتساب تکرار) برنامهٔ انتخاباتی در رسانه ملی ایران (صدا و سیما جمهوری اسلامی ایران) داشت. مناظره‌ها در روزهای ۱۰، ۱۵، ۱۷ام خرداد ماه برگزار گشت. تمام مناظره‌ها در ساعت ۱۶ و از شبکه ۱ پخش شد. هماهنگ‌کننده در سه بخش اقتصادی، سیاسی و فرهنگی مرتضی حیدری بود. مناظره‌ها به صورت زنده پخش شدند.

## زمانبندی مناظره‌ها
نخستین: مباحث اقتصادی
جمعه، ۱۰ خرداد:
گرداننده: مرتضی حیدری
ویدئو: تلویبیون، پرس‌تی‌وی
متن: ایسنا، فرارو، مهرنیوز، فارس‌نیوز (به همراه ویدئو) دومین: مباحث فرهنگی
چهارشنبه، ۱۵ خرداد:
گرداننده: مرتضی حیدری
ویدئو: تلوبیون، پرس‌تی‌وی
متن: ایسنا، فرارو، مهرنیوز، فارس‌نیوز (به همراه ویدئو) سومین: مباحث سیاست داخلی و خارجی
جمعه، ۱۷ خرداد:
گرداننده: مرتضی حیدری
ویدئو: تلویبیون
متن: ایسنا، فرارو

## ۱۰ خرداد: نخستین مناظره ریاست جمهوری
مناظره با حضور هر هشت نامزد انتخابات ریاست جمهوری و در دو مرحله برگزار شد. در ابتدا، ابتدا براساس قرعه‌کشی یک نفر انتخاب می‌شد که سؤالی که آن هم براساس قرعه‌کشی بود را در طی ۳ دقیقه پاسخ می‌داد. سپس ۷ نفر دیگر طی ۹۰ ثانیه صحبت‌های وی را نقد یا دیدگاه‌های خود را اعلام می‌کردند. سپس فرد انتخاب شده طی ۲ دقیقه به نقدهای وارده پاسخ و دیدگاهش را کامل می‌کرد.
در پایان این دور، هر یک از نامزدها طی ۹۰ ثانیه به جمع‌بندی نظراتش پرداخت.
در ابتدای مرحله دوم این مناظره مجری مرتضی حیدری روند جدید سؤالات را شروع کرد که؛ عارف آن را اهانت‌آمیز و تستی نامید و روحانی و رضایی به شیوه معترض بودند. وسایر نامزدها سؤالات را نارسا یا نادرست دانستند. عارف به سؤالات پاسخ نداد و در پاسخ می‌گفت: «نظری ندارم». حیدری بعلت عدم استقبال نامزدها از شیوه، سؤالات را پس از چند مرحله ناتمام گذاشت، و مرحله برداشت از تصاویر را آغاز کرد و عارف اعلام کرد از شیوه‌ها معترض است اما به احترام مردم در این مرحله شرکت می‌کند.
در ادامه نیز تصاویری نمایش داده می‌شد که از نامزدها خواسته شد تا نظر خود را راجع‌به آن تصویر بیان نمایند.

### سؤالات مناظره
در دور نخست:
- از غرضی پرسیده شد: «مشکل اشتغال را چگونه و تا چه اندازه‌ای و تا کی مهار خواهید کرد؟»
- از عارف پرسیده شد: «نظام و برنامه شما برای تعامل با سایر قوا و نهادهای نظارتی کشور چیست؟»
- از رضایی پرسیده شد: «برنامه دولت شما برای تأمین مسکن و مهار قیمت آن چیست؟»
- از حدادعادل پرسیده شد: «برنامه دولت شما برای مواجهه با کاهش درآمدهای نفتی در نخستین سال دولتتان چیست؟»
- از قالیباف پرسیده شد: «گام‌های عملی دولت شما برای تقویت تولید ملی و حمایت از کار و سرمایه ایرانی و بهبود فضای کسب و کار چیست؟»
- از جلیلی پرسیده‌شد: «گام دوم قانون هدفمندی یارانه‌ها را چگونه و با چه تدابیری اجرا می‌کنید؟»
- از ولایتی پرسیده شد: «برنامه عملی دولت شما برای مهار گرانی و تورم چیست؟»

در دور دوم از همه نامزدها:
- «در شرایط فعلی آیا با پیشنهاد کارفرمایان برای کاهش حق کارفرمایان از بیمه تأمین اجتماعی موافقید یا خیر؟»
- «آیا با کاهش مالیات شرکت‌ها برای تشویق تولید و سرمایه‌گذاری موافقید؟»
- «در انتخاب وزرا و مدیران ارشد، کدام ویژگی نخستویت نخست شماست؟ ۱- تجربه ۲- تخصص ۳- پاکدستی ۴- تدبیر»
- «با توجه به درآمد محدود حاصل از هدفمندی یارانه‌ها، کدام گزینه را انتخاب می‌کنید؟ ۱- کاهش تعداد دریافت‌کنندگان یارانه ۲- کاهش یارانه نقدی ۳- افزایش قیمت بنزین برای تأمین منابع یارانه»
- «شب عید که تقاضای میوه افزایش می‌یابد، برخی از کارشناسان دولت، واردات میوه را به منظور تنظیم بازار، توصیه می‌کنند. شما به کدامیک معتقد هستید: ۱- محدودیت واردات در حمایت از باغداران انجام شود، ۲- واردات میوه برای تنظیم بازار برای رفاه مصرف‌کننده؟»
- «برای لایحه بودجه سال ۹۳ کدام‌یک را در نخستویت افزایش بودجه قرار می‌دهید؟ ۱- توسعه روستاها ۲- توسعه فناوری اطلاعات ۳- افزایش وام ازدواج»
- «برای توسعه صنعت و اشتغال کدام‌یک را در نخستویت قرار می‌دهید؟ حمایت از بنگاه‌های کوچک و متوسط یا سرمایه‌گذاری در صنایع بزرگ و مادر؟»

در دور سوم تصاویری نمایش داده شد و از نامزدها نظراتشان خواسته شد:
- تصویر نخست: «زمین کشاورزی»
- تصویر دوم: «انبوهی از آپارتمانها»
- تصویر سوم: «تعداد زیادی خودرو در یک معبر ترافیکی»
- تصویر چهارم: «یک کَشتی با حمل بار در دریا»
- تصویر پنجم: «بیمارستان»
- تصویر ششم: «معدن دره بینگهام»
- تصویر هفتم: «بازار تهران»
- تصویر هشتم: «ساعت دیواری که روی ۰۷:۱۵ متوقف شده بود»

### نظرسنجی‌های نخستین مناظره
| منبع      | تاریخ بازبینی | تعداد  | جلیلی  | حدادعادل | رضایی  | روحانی | عارف   | غرضی  | قالیباف | ولایتی | وضعیت نظرسنجی |
| --------- | ------------- | ------ | ------ | -------- | ------ | ------ | ------ | ----- | ------- | ------ | ------------- |
| منبع      | تاریخ بازبینی | تعداد  |        |          |        |        |        |       |         |        | وضعیت نظرسنجی |
| ایسنا     | ۱۰ خرداد      | ۱۳٬۹۸۶ | ۶٫۲٪   | ۰٫۴٪     | ۱۰٫۸٪  | ۱۵٫۲٪  | ۵۰٫۵٪  | ۳٫۱٪  | ۱۱٫۱٪   | ۲٫۸٪   | پایان یافته   |
| انتخاب    | ۱۱ خرداد      | ۴۰٬۲۶۹ | ۴٫۴۴٪  | ۰٫۵٪     | ۹٫۳۶٪  | ۲۶٫۱۹٪ | ۴۰٫۹۳٪ | ۳٫۶۸٪ | ۱۱٫۶۲٪  | ۳٫۲۸٪  | "             |
| عصر ایران | ۱۱ خرداد      | ۷۶٬۰۶۲ | ۳٫۹٪   | ۰٫۵٪     | ۱۲٫۲۹٪ | ۲۹٫۳۹٪ | ۳۰٫۴۴٪ | ۴٫۹۲٪ | ۱۴٫۸۸٪  | ۳٫۶۸٪  | "             |
| اراده ملی | ۱۱ خرداد      | ؟      | ۱۳٫۳۳٪ | ۰٫۲۲٪    | ۴٫۹۵٪  | ۷٫۵۸٪  | ۶۰٫۱۱٪ | ۱٫۶۶٪ | ۶٫۸۶٪   | ۱٫۸۵٪  | "             |

### بازتاب‌ها
پیش از مناظره‌ها، رسانه‌ها از ساعت پخش آن ایراد گرفتند. پس از مناظره‌ها نیز علاوه بر نامزدها، رسانه‌ها نیز نسبت به شیوه مناظره‌ها واکنش منفی نشان دادند در نظرسنجی‌هایی که توسط سایت‌های اینترنتی صورت گرفت، کاربران روش مناظرات را توهین‌آمیز دانستند نمایندگان مجلس نیز به روش برگزاری مناظره اعتراض داشتند. باهنر خواستار تجدید نظر در روش برگزاری مناظره‌ها شد.
| منبع                      | مطلب |
| ------------------------- | --- |
| ستاد انتخاباتی حسن روحانی | آنچه که جمعه در مناظره تلویزیونی شکل گرفت به حق اهانت به کاندیداها و مردمی است که انتظارمناظره پرجاذبه، عمیق و چالش برانگیزرا داشتند اما متأسفانه برنامه‌ریزی غلط و اشتباهات پیاپی و اصرار بر تداوم این اشتباهات، باعث تضییع برنامه گردید. قطعاً اگر نبود احترام به افکار عمومی و همچنین قداست شکل گرفته در رسانه ملی، تداوم برنامه با مشکلات جدی روبرو می‌شد.[۱۹] |
| محسن رضایی                | شیوه اجرای مناظره امروز جسارت به ساحت شریف مردم ایران بود. بنده با احترام به قانون اعتراض خود را نسبت به این شیوه اعلام کرده و در حال بررسی این موضوع برای شرکت یا عدم شرکت در مناظره‌های بعدی هستم و این نظر را به ستاد انتخاباتی وزارت کشور نیز اعلام خواهم کرد بهتر است دوستان محترم هر چه زودتر تمهیدی بیندیشند برای اینکه شرایطی را فراهم آورند که مردم شریف قدرت انتخاب اصلح را پیدا کنند و نیز شان نامزدها حفظ شود.[۲۰]                                        |
| روزنامه رسالت             | هوشمندی صدا و سیما در برگزاری این مناظره را هم باید ستود چون از یک طرف مردم را با مشکلات کنونی کشور در قالب سئوالات جدی آشنا کرد و از طرفی پیچیده بودن مشکلات اقتصادی و نیز مهارت نامزدها در برخورد با این مسائل را به‌خوبی واتاب داد. آنچه جمعه مردم از قاب شیشه‌ای سیما ملاحظه کردند بدون شک در رأی آن‌ها مؤثر است. صدا و سیما میدانی را برای تصمیم عقلانی مردم باز کرده‌است و هر کس از میان این تصمیم‌گیری مردمی از صندوقها بیرون بیاید باید مورد احترام همه باشد.[۲۱] |
| محمد باقری بنابی          | اکثر مردم در جامعه، رویکرد این برنامه را به یک سوژه طنز تبدیل کرده‌اند و آن را در پیامک‌هایی به هم ارسال می‌کردند و مثلاً می‌گفتند در مرحله بعد که بحث فرهنگ و هنر موضوع مناظره است، از کاندیداها می‌خواهند که نقاشی بکشند. صدا و سیما باید هر چه سریعتر به خاطر این نحوه برگزاری مناظرات از مردم عذرخواهی کند زیرا این برنامه هیچ خروجی به خصوصی نداشت که مردم بتوانند مسائل اقتصادی خودشان را بر اساس رویکرد نامزدها طراحی کنند.[۲۲]                                     |
| احمد توکلی                | از اینکه نامزدهای ریاست جمهوری این روش را تحمل کردند و جلسه را ترک نکردند تعجب می‌کنم. اینکه به گونه‌ای رفتار کنند که نامزدها مجبور باشند سر دوراهی قرار بگیرند تا جهت‌گیری‌های دولت‌شان مشخص شود؛ شاید از یک وجه کار درستی باشد. اما این روش مثل کار استادی می‌ماند که از هر ۸ دانشجویش سؤال می‌کند و می‌گوید تو بگو! تو بگو![۲۳] |
| صادق زیباکلام             | من فکر می‌کنم این مناظره از جهاتی در حقیقت توهین به هشت نامزد انتخابات ریاست جمهوری و توهین به مردم بود. فکر نمی‌کنم هیچ‌کدام از این نامزدها حاضر باشند دیگر در چنین وضعیتی به مناظره بپردازند"، افزود: نوع برگزاری مناظره بیش از آنکه برای انتخابات گرمی و شور و حرارت به بار بیاورد، شگفتی و تعجب منفی برای مردم به وجود آورد.[۲۴] |
| حسین باهر                 | حسین باهر (جامعه‌شناس استاد دانشگاه و کارشناس رسانه) معتقد است سؤالات مناظره باید نظام مدیرتی دولتی را به چالش بکشد، نه سؤالاتی که که پاسخ آن‌ها از قبل روشن است. وی گفت: برنامه روز گذشته مناظره نبود بلکه از ۸ نامزد آزمون به عمل می‌آمد.[۲۵] |
| قادر باستانی              | قادر باستانی (کارشناس علوم ارتباطات اجتماعی و نویسنده کتاب معروف اصول و تکنیک‌های برقراری ارتباط مؤثر): مناظره روز گذشته صدا و سیما تقلیدی ناشیانه از شیوه مناظره فرانسوی بود و سازندگان این مناظره آن را با برنامه کودک اشتباه گرفته بودند یا تصور کرده‌اند که شرکت کنندگان مناظره می‌خواهند در یک مسابقه هفتگی شرکت کنند.[۲۶] |

## ۱۵ خرداد: دومین مناظره ریاست جمهوری

### قالب
با توجه به اعتراضاتی که به نحوهٔ برگزاری مناظره پیشین شد، تصمیم به حذف بخش دوم و سوم گرفته شد. در روش جدید ۱۶ سؤال از تمامی نامزدها پرسیده خواهد شد. هر نامزد دو بار فرصت پاسخگویی در فرصت پاسخگویی دارد. سپس سایرین نقدها یا نظرات خود را بیان می‌کنند و منتظر پاسخ نامزد مورد سؤال می‌شوند تا در ۳ دقیقه پاسخ نقدها را دهد. اینبار سامانهٔ ذخیرهٔ وقت نیز اضافه شد، یعنی هر نامزد می‌تواند از فرصت نقد دیگران صرفه‌نظر نماید و وقتش را برای سایر سؤالات نگه‌دارد. همچنین دکور مناظرات تغییر کرد و نامزد سؤال‌شونده به جای کنار سایرین، مقابل آن‌ها خواهد ایستاد.
در بخش دوم، ۱۶ سؤال وجود داشت که هر نامزد به قید قرعه، به دو سؤال پاسخ می‌دادند. سؤال‌ها عبارت بودند از:
از حداد عادل:
«تهیه پیوست فرهنگی برای طرح‌های مختلف عمرانی یا اقتصادی چه اندازه ضرورت دارد؟»
«مهمترین اقدام دولت شما برای گسترش فرهنگ حجاب و عفاف چیست؟»
از سعید جلیلی:
«اقدام عملی شما در استفاده از ظرفیت‌های گسترده هنرمندان در مقابله با جنگ نرم چیست؟»
«به عقیده شما مهم‌ترین آسیب فرهنگی – اجتماعی که تحکیم خانواده‌ها را تهدید می‌کند چیست و راهکار دولت شما در این زمینه چه خواهد بود؟»
از حسن روحانی:
«موثرترین اقدام شما در تقویت و توسعه صنعت گردشگری در کشور چه خواهد بود؟»
«دولت شما برای حفظ حقوق شهروندی و حریم خصوصی آن‌ها چه تدابیری دارد؟»
از ولایتی:
«الگوی دولت شما برای تحقق شادی و نشاط بیشتر در جامعه چیست؟»
«مهم‌ترین اقدام شما برای شکوفایی ورزش چیست؟»
ازغرضی:
«فوریترین اقدام دولت شما برای حل مشکل سلامت در جامعه چه خواهد بود؟»
«دولت شما چقدر نقدپذیر است و تا چه میزان کرسی‌های آزاداندیشی و نظریه‌پردازی را در جامعه به ویژه در دانشگاه‌ها ترویج خواهید داد؟»
از عارف:
«دولت شما چگونه فضای مجازی را ساماندهی خواهد کرد؟»
«دولت شما برای تسهیل ازدواج جوانان چه اقدام عاجلی خواهد کرد؟»
از رضایی:
«نگاه شما به وظیفه رسانه ملی در ارتباط با دولت و پیگیری مطالبات مردم چیست؟»
«موثرترین اقدام دولت شما برای حل مسئله اعتیاد چیست؟»
از قالیباف:
«دولت شما در تحقق سبک زندگی ایرانی اسلامی تا چه میزان خود را مسوول می‌داند؟»
«مهمترین اقدام شما برای ارتقای جایگاه ایثارگران و گسترش فرهنگ شهادت چه خواهد بود؟»

### نظرسنجی‌های دومین مناظره
| منبع      | تاریخ بازبینی | تعداد  | جلیلی  | حدادعادل | رضایی  | روحانی | عارف   | غرضی  | قالیباف | ولایتی | وضعیت نظرسنجی |
| --------- | ------------- | ------ | ------ | -------- | ------ | ------ | ------ | ----- | ------- | ------ | ------------- |
| منبع      | تاریخ بازبینی | تعداد  |        |          |        |        |        |       |         |        | وضعیت نظرسنجی |
| انتخاب    | ۱۷ خرداد      | ۳۹٬۲۰۶ | ۵٫۶٪   | ۰٫۹٪     | ۹٫۳۳٪  | ۵۳٫۶٪  | ۱۹٫۶۹٪ | ۳٫۰۴٪ | ۶٫۱۵٪   | ۲٫۲۳٪  | پایان یافته   |
| پارسینه   | ۱۷ خرداد      | ۱۷٬۹۱۷ | ۱۱٫۰۸٪ | ۲٪       | ۱۲٫۲۷٪ | ۳۷٫۹۱٪ | ۱۶٫۱۹٪ | ۳٫۷۲٪ | ۱۲٫۴۹٪  | ۴٫۳۴٪  | "             |
| عصر ایران | ۱۷ خرداد      | ۷۳٬۵۷۲ | ۳٫۷۷٪  | ۱٫۱۳٪    | ۱۲٫۸٪  | ۵۵٫۴۶٪ | ۱۵٫۷٪  | ۲٫۸۷٪ | ۶٫۲۵٪   | ۲٫۰۳٪  | "             |
| فرارو     | ۱۷ خرداد      | ۳۵٬۵۳۵ | ۵٫۰۹٪  | ۱٫۲۱٪    | ۹٫۷۱٪  | ۴۴٫۸۳٪ | ۲۴٫۳۱٪ | ۳٫۶۴٪ | ۹٫۰۴٪   | ۲٫۱۷٪  | "             |

### بازتابها
روحانی و عارف شجریان را سفیر فرهنگی ایران دانستند که موجب توجه گسترده شد. در فضای مجازی، سید محمد غرضی از سوی بسیاری از کاربران در کانون توجهات این مناظره قرار گرفت. استفاده گسترده جلیلی از واژهٔ ظرفیت مورد استفاده طنز کاربران قرار گرفت و دیدگاه فرهنگی وی موجب ترسیدن برخی شد.

## ۱۷ خرداد: آخرین مناظره ریاست جمهوری (مناظره سیاسی)

### قالب
مناظره همانند دور قبلی برگزار شد و تغییر چندانی نداشت جز آنکه نامزدها می‌توانستند از کل زمان خود به صلاحدید خود در بخش‌های مختلف استفاده کنند. در بخش دوم نیز سؤالاتی به قید قرعه مطرح شد که نامزدها در دو دقیقه به آن‌ها پاسخ دادند. س
سؤال‌ها:

محسن رضایی
«دولت شما برای حمایت و پشتیبانی از نهضت بیداری اسلامی چه برنامه مشخصی دارد؟»
«آیا جنابعالی سفرهای استانی را در دولت‌تان ادامه می‌دهید یا خیر؟»
غرضی
«اگر تحریم‌ها به خاطر برنامه هسته‌ای ایران است، قبل از چالش هسته‌ای تحریم‌های وضع شده چگونه قابل توضیح است؟»
«با توجه به ضرورت تأمین آزادی‌های فردی و اجتماعی مصرح در قانون اساسی، حدود و مرزهای این آزادی چیست؟ چه تفاوتی از نظر شما میان آزادی در جامعه اسلامی و آزادی در جامعه غربی و سکولار وجود دارد؟»
عارف
«برنامه عملی دولت شما برای مقابله با ایران‌هراسی و اسلام‌هراسی که توسط نظام سلطه القا می‌شود چیست؟»
«راهکار شما برای به‌کارگیری تجارب و دستاوردهای دولت‌های قبل چیست؟»
روحانی
«مرز بین سیاه‌نمایی و نقد چیست؟»
«مهم‌ترین میراث امام چیست و چگونه از این ظرفیت در برنامه‌های خود استفاده خواهید کرد؟»
حدادعادل
«آمریکا هیچ غلطی نمی‌تواند بکند. این جمله امام چه جایگاهی در باور شما دارد؟»
«استقلالِ جمهوری اسلامی ایران به معنای واقعی کلمه و جلوگیری از هرگونه دخالت خارجی در اداره کشور از جمله دستاوردهای ارزشمند انقلاب اسلامی است. در صورت تداوم فشارهای نظام سلطه یا ایجاد محدودیت‌های جدید، تا چه اندازه آماده‌اید؟»
ولایتی
«به نظر شما اختلاف بین قوا شخصی است یا ساختاری یا حقوقی؟ تا چه اندازه به وحدت قوا پایبند هستید و تبعیت از قانون را در هر شرایطی بر خود فرض می‌دانید؟»
« آیا اختیارات رئیس جمهور در قانون اساسی با شعارهای انتخاباتی و وعده‌هایی که داده‌اید تناسب دارد؟»
قالیباف
«در طول یک سال گذشته ۱۸ بار شبکه‌های برون‌مرزی جمهوری اسلامی که روی ماهواره‌های جهانی قرار دارند، بدون هیچ وجه قانونی توسط آمریکا قطع شده‌است. فکر می‌کنید دلیل این اقدامات علی‌رغم ادعای نظام سلطه نسبت به جریان آزاد اطلاعات و حمایت از آزادی بیان چیست؟»
« امروز جمهوری اسلامی تبدیل به قدرت بزرگ جهانی شده‌است و نقش بی‌بدیلی در مناسبات بین‌المللی دارد. دولت شما چه برنامه‌ای برای استفاده از ظرفیت‌های راهبردی از جمله ریاست بر جنبش عدم تعهد، قدرت تأثیرگذاری در منطقه و نفوذ بالا در کشورهای آمریکای لاتین به منظور ارتقای نقش آفرینی و تأثیرگذار بیشتر در معادلات جهانی و منطقه‌ای خواهد داشت؟»
جلیلی
«راه‌حل آمریکا برای مناقشات منطقه نظیر فلسطین سوریه و افغانستان و بحرین توسل به زور است، در حالی که راه‌حل‌های پیشنهادی ایران مراجعه به آرای عمومی است. دلیل اینکه آمریکا با وجود ادعای دموکراسی نمی‌تواند رفتاری غیر از این داشت باشد، چیست؟»
«حماسه ۹ دی را چگونه تحلیلی می‌کنید؟»

### نظرسنجی‌های سومین مناظره
| منبع      | تاریخ بازبینی | تعداد   | جلیلی | حدادعادل | رضایی | روحانی | عارف   | غرضی  | قالیباف | ولایتی | وضعیت نظرسنجی |
| --------- | ------------- | ------- | ----- | -------- | ----- | ------ | ------ | ----- | ------- | ------ | ------------- |
| منبع      | تاریخ بازبینی | تعداد   |       |          |       |        |        |       |         |        | وضعیت نظرسنجی |
| انتخاب    | ۱۹ خرداد      | ۶۷٬۹۷۳  | ۵٫۹۷٪ | ۱٫۰۱٪    | ۶٫۴۵٪ | ۵۷٫۲۸٪ | ۱۷٫۳۵٪ | ۲٫۱۹٪ | ۳٫۹۷٪   | ۵٫۷۸٪  | پایان‌یافته    |
| خبرآنلاین | ۱۹ خرداد      | ۴۱٬۰۰۰  | ۶٪    | ۱٪       | ۸٪    | ۴۴٪    | ۲۱٪    | ۳٪    | ۵٪      | ۱۲٪    | "             |
| عصرایران  | ۱۹ خرداد      | ۱۰۱٬۲۲۰ | ۴٫۲۷٪ | ۱٫۲۳٪    | ۹٫۸۶٪ | ۵۵٫۳۴٪ | ۱۵٫۴۱٪ | ۳٫۲۹٪ | ۴٫۳۱٪   | ۶٫۲۸٪  | "             |
| فرارو     | ۱۹ خرداد      | ۵۰٬۶۶۶  | ۵٫۰۶٪ | ۱٫۱٪     | ۵٫۹۵٪ | ۵۲٫۹۷٪ | ۱۹٫۳۸٪ | ۲٫۹۶٪ | ۵٫۵۸٪   | ۷٪     | "             |

### دیدگاه‌ها
مناظره نسبت به دو مناظره قبلی جذاب‌تر و پرمجادله‌تر بود. گفتگوهای دو و سه نفره بر روی موضوعات داخلی مانند وقایع ۱۸ تیر ۱۳۷۸، مذاکرات مسئله هسته‌ای شکل گرفت. در بحث هسته‌ای اختلاف‌نظر جدی بین ولایتی و جلیلی و نیز جلیلی، روحانی شکل گرفت. با مطرح شدن دیدگاه‌های سیاسی نامزدها در خلال بحث‌ها، معلوم شد از میان ۸ نامزد، تنها سعید جلیلی است که بر ادامه گفتمان تقابلی با دنیا سخن می‌گوید؛ در حالیکه سایر کانددیداها نسبت به خط مشی سیاست خارجی دولت فعلی، انتقاد اساسی دارند و نیاز به تغییر دیدگاه‌ها و اعتدال در مناسبات دیپلماتیک با سایر کشورهای جهان را امری حیاتی قلمداد می‌کنند.
ولایتی معتقد بود با فعالیت‌هایش تنها چند گام تا حل مسئلهٔ هسته‌ای مانده بود و وی توانسته بود با رایزنی با نیکلا سارکوزی مسئله را به حل نزدیک نماید که قائم‌مقام وزارت خارجه به کاردار سفارت فرانسه در تهران به‌طور ضمنی اعلام کرد که ولایتی نمایندهٔ دولت ایران نیست و این امر منجر شکست مذاکرات شده بود. او همچنین به مورد مشابه چنین رفتاری در گفتگوهای وی با ولادیمیر پوتین اشاره کرد که به باور او مسئله را از حل دور کرد. ولایتی به شیوهٔ شرکت جلیلی در مذاکرات نیز اعتراض داشت و گفت: «دیپلماسی معامله و تعامل است؛ سرسختی‌نشان‌دادن نیست. دیپلماسی بیانیه‌پشت‌میزخواندن نیست. اگر این‌طور نبود وضع ما به این‌جا نمی‌رسید» وی همچنین مذاکرات آلماتی را زیر سؤال برد. جلیلی نیز اطلاعات وی را نادرست خواند و او را به بی‌اطلاعی از اعتبار کسی که در فرانسه با او مذاکره کرده بود متهم کرد. وی همچنین دفاع ولایتی از عملکرد شانزده‌سالهٔ خود در وزارت خارجه به عنوان نقاط قوت فعالیت کاری‌اش و موفقیتش در پیش‌بردن دیپلوماسی در دوران فعالیتش را نقد کرد و اعلام حکم دستگیری رئیس‌جمهور وقت، فراخوانی تمام سفرای کشورهای اتحادهٔ اروپا از ایران، قطع هرگونه مذاکرهٔ آتی و نظرات اتحادیه اروپا در مورد ایران را نتیجهٔ ضعف دیپلوماسی ولایتی دانست. ولایتی گفتارش در این بخش را با این سخن به پایان برد که: «آقای جلیلی، بحث دیپلماسی کلاس فلسفه نیست. مردم می‌بینند شما چند سال مسئول بودید و وضع بدتر شده‌است». روحانی نیز در این بین از اقداماتش در مذاکرات هسته‌ای دفاع کرد و آن را از بین برندهٔ احتمال وقوع جنگ و تحریم‌ها دانست که هم‌زمان موجب پیشرفت کشور نیز شده بود که البته این دیدگاه وی توسط دیگر نامزدان مورد نقد قرار گرفت. جلیلی آن مذاکرات را تحقیرآمیز دانست علت عدم حمله به ایران را زمین‌گیرکردن آمریکا در عراق و افغانستان دانست و رضایی در نقد دو دیدگاه روحانی و جلیلی آن‌ها را افراط و تفریط متهم کرد و معتقد بود با وجود دفع شدن خطر جنگ از سر ایران، این کار با هزینهٔ زیاد صورت گرفت.
مجادله روحانی و قالیباف نیز از دیگر موارد بود. قالیباف مدعی شد که روحانی در زمان دبیری شورای عالی امنیت از صدور مجوز به دانشجویان خودداری کرد است. روحانی در پاسخ گفت: «شما می‌گفتید دانشجویان بیایند ما برنامه گازانبری داریم. ما می‌گفتیم راه این نیست که مجوز بدهیم و دستگیر کنیم.» در پاسخ به روحانی اما قالیباف او را به نیت‌خوانی متهم کرد و گفت که چنین قصدی نداشته، بلکه معتقد بود دفتر تحکیم وحدت هم مانند هر حزب دیگری می‌تواند با رعایت ضوابط قانونی تظاهرات کند و در نقد مدعای روحانی بر قصد برای حملهٔ «گاز-انبری» به دانشجویان به رفتار پلیس در آن دوران اشاره کرد و دولت اصلاحات را به عنوان شاهد آورد. روحانی در ادامه به صحبت‌های رضایی نیز معترض شد و گفت: «آقای رضایی طوری می‌گویند که نظرات دقیق داشتند و اجرا نشد. شما همان هستید که می‌گفتید شورای امنیت برای ما [در مسئلهٔ هسته‌ای] بهتر از شورای حکام است و چرا روحانی جلوی رفتن پرونده به شورای امنیت را گرفته‌است. نخستین جلسه سری ما در مورد پروندهٔ هسته‌ای را کدام سایت افشا کرد؟»

### بررسی حقایق
ولایتی گفت که از از سوی شخص دوم فرانسه، از وی برای ادامه مذاکرات و گفتگو با نیکلا سارکوزی دعوت شده و جلیلی این صحبت را زیر سؤال برد و گفت «لویت» یک کارشناس ساده بود است. «ژان-دیوید لویت»، فرد مذاکره‌کننده با ولایتی سمت مشاوره ویژه نیکولا سارکوزی در پرونده‌های دیپلماتیک بوده (اصل مذاکرات هم توسط لوموند تأیید شده )
در بخشی دیگر سعید جلیلی اعلام کرد که مصطفی معین موجب به اصطلاح ستاره‌دار شدن دانشجویان شده و وی آغازگر این کار بوده‌است. محمدرضا عارف در بخش جمع‌بندی صحبت‌هایش این حرف را از طرف معین، ظریفیان این صحبت را تکذیب کرد. ساعتی بعد سایت رجانیوز نامه‌ای منسوب به معین را منتشر ساخت . در این نامه از هجمه ۵۰ نفر از «انجمن اسلامی دانشجویان مستقل» به دفتروزارت‌خانه یاد شده که موجب اختلال در کارهای وزارت‌خانه شده و مورد حمایت روزنامه‌های رسالت، جام‌جم وکیهان بوده. دکتر معین با ذکر چندی از شعارها این افراد و اشاره به تجمعات پیشین آن‌ها، از رئیس جمهور وقت، تقاضای بررسی مسئله از نظر حقوقی، سیاسی و قضایی را کرده‌است؛ که سعید جلیلی آن به عنوانِ ستاره‌دار کردن دانشجویان یاد کرد. دکتر معین نیز پیش از این ادعای شروع ستاره‌دار کردن دانشجویان را از طریق انتشار نامه‌ایی تکذیب کرده‌بود
جلیلی در بخش دیگر از صحبت‌هایش اضافه کرده که ایران از سال ۱۳۸۷ تاکنون مورد نظر هیچ قطعنامه‌ای نبوده‌است. اگرچه دقیقاً منظور وی از قطعنامه مشخص نیست، که مربوط به شورای حکام است یا شورای امنیت سازمان ملل متحد. اما ایران در بین سال‌های ۲۰۰۶ تا ۲۰۱۲، مورد ۸ قطعنامه شورای امنیت سازمان ملل قرار گرفته‌است. قطعنامه‌های ۱۶۳۹ در ۳۱ جولای ۲۰۰۶، ۱۷۳۷ در ۲۳ دسامبر ۲۰۰۶، ۱۷۴۷ در ۲۴ مارس ۲۰۰۷، ۱۸۰۳ در ۳ مارس ۲۰۰۸، در ۲۰۰۸ ۱۸۳۵، ۱۹۲۹ در ۹ جون ۲۰۱۰، ۱۹۸۴ در ۹ جون ۲۰۱۱، ۲۰۴۹ ۷ جون ۲۰۱۲. البته این قطعنامه‌ها برای تمدید قطع‌نامه‌های قبلی بوده‌اند